# Tribunal (Star Trek: Deep Space Nine)

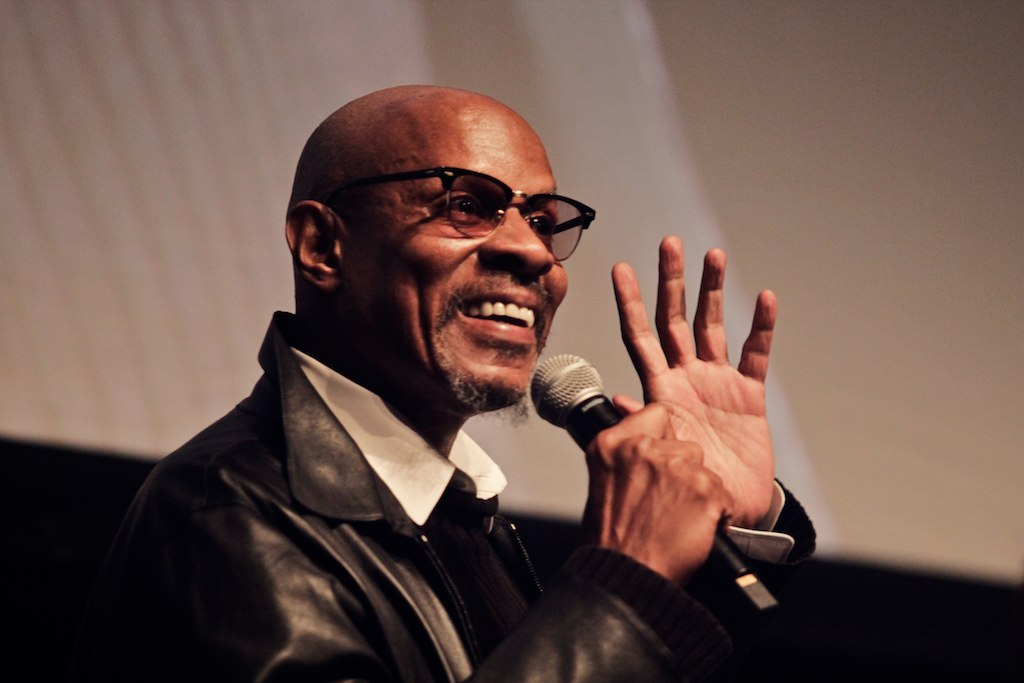
Avery Brooks va dirigir l'episodi i va interpretar el paper de Sisko.

"Tribunal" és el 25è i penúltim episodi de la segona temporada de la sèrie de televisió de ciència-ficció estatunidenca Star Trek: Deep Space Nine, el 45è de tota la sèrie. Originalment es va emetre en redifusió a partir del 6 de juny de 1994. Aquest episodi va ser escrit per Bill Dial, i dirigit per Avery Brooks. Va ser el primer episodi de la sèrie que es va emetre després de la conclusió de Star Trek: La nova generació, sèrie de la qual Deep Space Nine era una sèrie derivada.
Ambientada al segle XXIV, la sèrie segueix les aventures a Espai Profund 9, una estació espacial situada prop d'un forat de cuc estable entre els Quadrants Alfa i Gamma de la Via Làctia, prop del planeta Bajor, mentre els bajorans es recuperen d'una brutal ocupació de dècades pels imperialistes cardassians. Aquest episodi ofereix una mirada al sistema judicial cardassià mentre el cap d'operacions de DS9 Miles O'Brien (Colm Meaney) és jutjat a Cardàssia, on l'acusat és declarat culpable abans que comenci el judici. Aquest és el primer de nou episodis de "Deep Space Nine" dirigit per Avery Brooks, que també va interpretar el paper de Benjamin Sisko a la sèrie.

## Argument
De camí a marxar de vacances amb la seva dona Keiko, Miles O'Brien es troba amb un antic company de tripulació de la Flota Estel·lar, Raymond Boone, que va servir amb ell anys abans a la batalla de Setlik III. Els dos antics camarades xerren breument i se separen. Poc després de la seva partida, el runabout dels O'Brien és aturat pels cardassians, que escorcollen la nau i arresten Miles.
És portat a una presó de Cardassia Prime i "processat"; li arrenquen la roba i resulta ferit mentre es resisteix als guàrdies. Es troba amb el seu advocat designat, Kovat, la feina del qual no és aconseguir l'absolució sinó manipular la cooperació d'O'Brien perquè la gent de Cardàssia pugui percebre que s'està fent justícia. Ningú li dirà a O'Brien quins són els càrrecs contra ell.
De tornada a "Espai Profund 9", Keiko i Benjamin Sisko són informats que O'Brien ha estat declarat culpable i condemnat a mort, i que tindran un "judici cerimonial" en què es llegeix el veredicte. El cap de seguretat de DS9, Odo, utilitza un tecnicisme legal per ser nomenat membre de l'equip que representa O'Brien. Ell i Keiko parteixen cap a Cardàssia.
Mentrestant, la tripulació d'Espai Profund 9 descobreix que s'han robat diversos caps nuclears i que probablement han acabat en possessió dels Maquis, una facció que ha estat atacant als cardassians. La Major Kira troba una gravació de la veu d'O'Brien sol·licitant accés als caps nuclears, però la Tinent Dax troba proves que la gravació és una fabricació. Quan Odo s'ofereix a presentar aquesta prova, el jutge es nega a acceptar-la.
Els oficials superiors, treballant sota la suposició que els Maquis van robar els caps nuclears, identifiquen Boone com la persona amb qui O'Brien va parlar abans de sortir de l'estació i l'arresten. Una figura fosca li diu al Dr. Bashir que Boone no és un agent Maquis i que els Maquis no van tenir res a veure amb el robatori dels caps nuclears. La tripulació troba proves que Boone va mostrar un canvi de personalitat important uns vuit anys abans. Quan Bashir l'examina, descobreix que l'home no és el veritable Boone, sinó un cardassià alterat quirúrgicament per semblar-se a ell; el veritable Boone havia estat capturat a Setlik III i va morir en captivitat. Arriben a la conclusió que l'impostor va ser enviat per l'Alt Comandament Cardassià per robar els caps armats i acusar O'Brien de col·laborar amb els Maquis, amb l'objectiu d'obligar la Federació a retirar les seves colònies al llarg de la zona desmilitaritzada. Quan el judici d'O'Brien està a punt de concloure, Sisko entra a la sala del tribunal amb l'impostor; sabent que l'engany està a punt de ser descobert, el jutge allibera O'Brien. Ell i Keiko finalment poden marxar de vacances.

## Actors convidats
- Rosalind Chao - Keiko O'Brien
- Richard Poe - Gul Evek
- Caroline Lagerfelt - Makbar
- John Beck - Boone
- Julian Christopher – Veu cardassiana
- Fritz Weaver - Kovat

## Producció
El títol provisional de l'episodi era "Dark Tribunal".
La idea d'aquest episodi es remunta a una línia de diàleg de l'episodi "The Maquis, Part II" de la segona temporada de "Star Trek: Deep Space Nine", en què Gul Dukat menciona que a Cardàssia, el veredicte ja està decidit abans del judici i que sempre acaba de la mateixa manera. La sala del tribunal cardassiana és el decorat redecorat de l'holosuite. El dissenyador de producció Herman Zimmerman es va inspirar en la novel·la 1984 de George Orwell.

## Recepció
El 2016, Medium va recomanar "Tribunal" a la seva guia abreujada de visionat de Star Trek: Deep Space Nine.
Keith DeCandido va qualificar "The Tribunal" a "tor.com" el 2013 com un episodi lleugerament superior a la mitjana de "Star Trek: Deep Space Nine" (sis sobre 10). La visió del sistema judicial despietat d'un estat totalitari i la magnífica actuació de Fritz Weaver haurien justificat una qualificació més alta per a DeCandido, però va trobar que l'episodi tenia debilitats significatives en altres àrees. Va trobar tota la història que envolta la identificació de Boone com el veritable culpable altament inversemblant. Per exemple, a DeCandido li molestava el fet que el dipòsit d'armes de l'estació només estigués assegurat amb identificació de veu. Les proves contra Boone van ser en última instància extremadament febles, i no queda clar per què Sisko va poder portar-lo fins a la sala del jutjat de Cardàssia i no simplement aturar-lo a la frontera.

## Llançaments
Aquest episodi, juntament amb "The Jem'Hadar", es va publicar en un casset VHS al Regne Unit,, Star Trek: Deep Space Nine Vol. 23 - Tribunal/The Jem' Hadar.
L'1 d'abril de 2003 es va estrenar la segona temporada de Star Trek: Deep Space Nine es va publicar en discs de vídeo DVD, amb 26 episodis en set discs.
Aquest episodi es va publicar el 2017 en DVD amb la sèrie completa en caixa recopilatòria, que tenia 176 episodis en 48 discs.